# 牛鼻山遗址
28°02′54″N 118°39′22″E / 28.04833°N 118.65611°E
牛鼻山遗址位于中国福建省浦城县管厝乡党溪村牛鼻山南坡，是一处新石器时代文化遗址，2009年被列为福建省文物保护单位。
牛鼻山遗址总面积约3200多平方米，1989年和1990年福建省文物考古部门先后两次对其进行抢救性发掘，揭露面积合计900平方米，共清理出墓葬19座、灰坑8个，出土石器、玉器、陶器等文化遗物300多件，以及大量陶片。

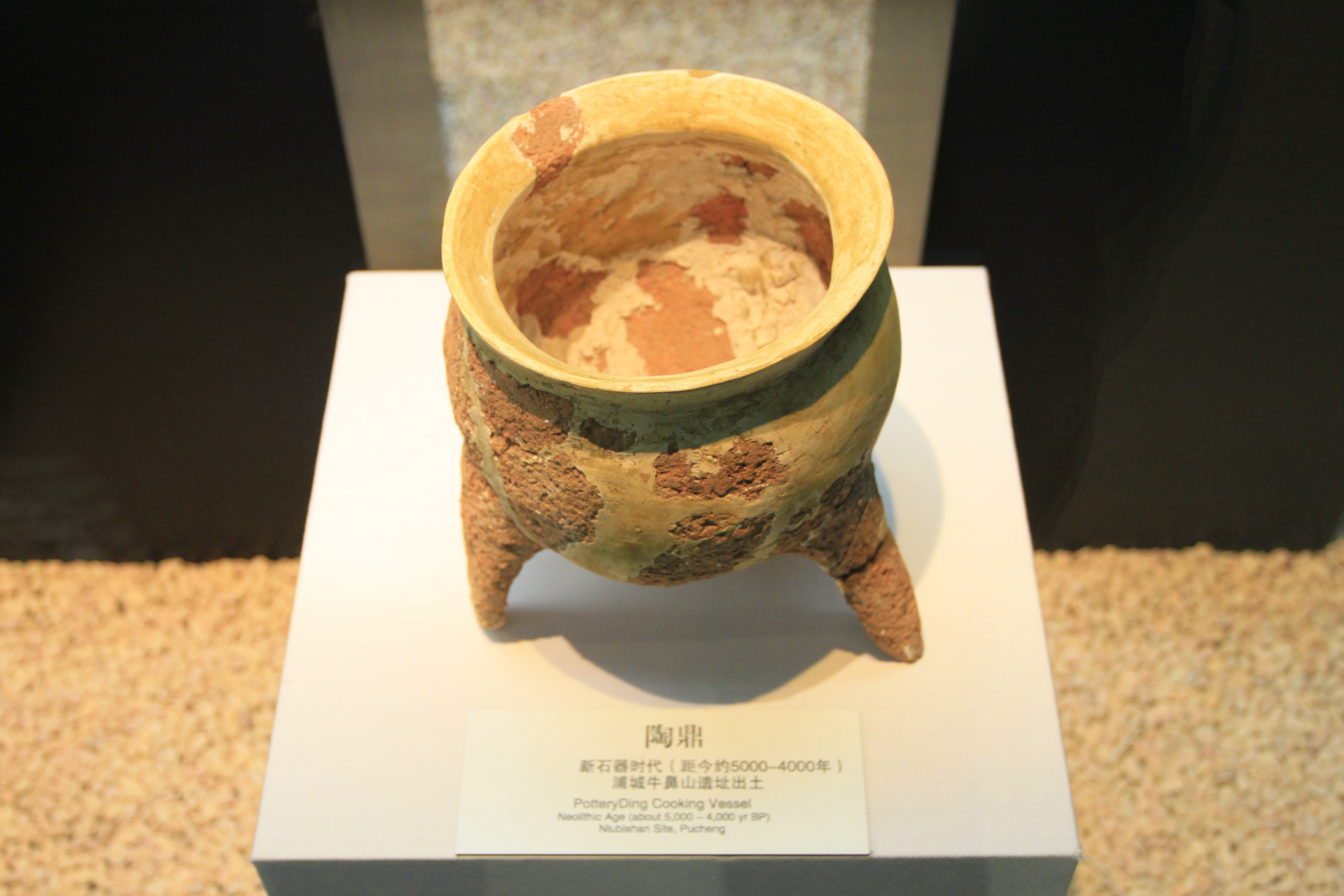
陶鼎
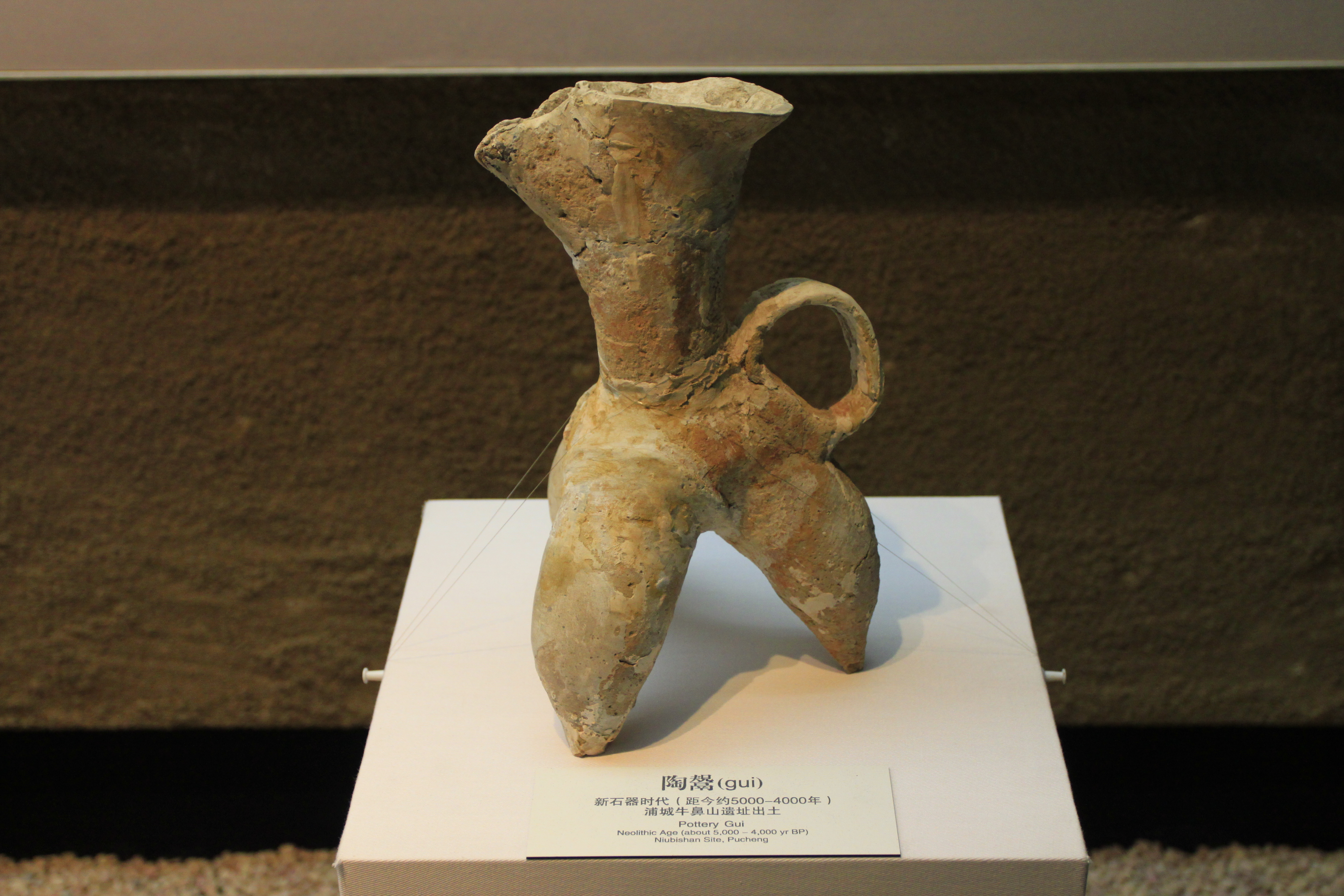
陶鬶